# John Jay

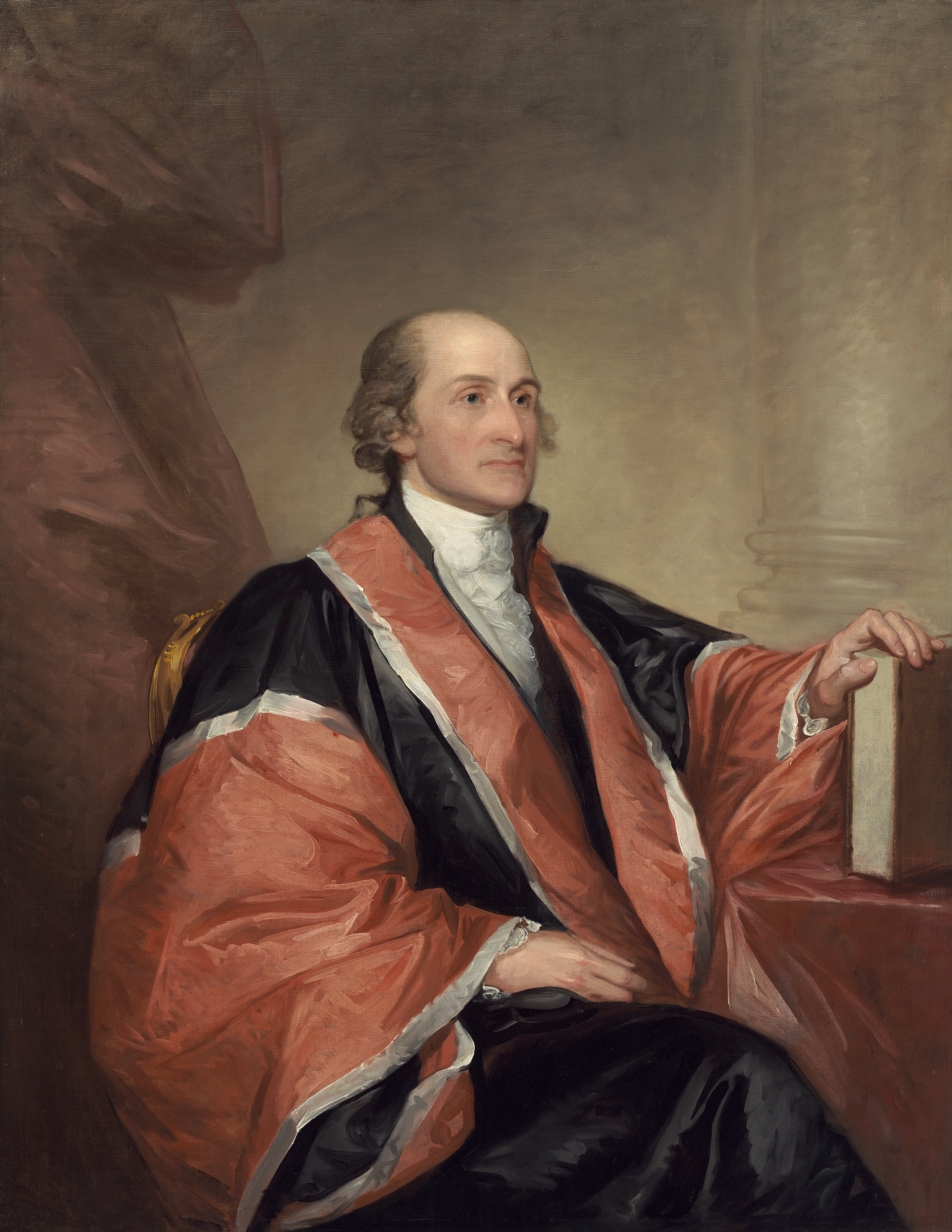
John Jay, gemalt 1794 von Gilbert Stuart

John Jay (* 12. Dezember 1745 in New York City, Provinz New York; † 17. Mai 1829 in Bedford, New York) war ein Politiker, Jurist und einer der Gründerväter der Vereinigten Staaten. Während des Unabhängigkeitskrieges war er als Diplomat tätig und bekleidete danach von Mai 1784 bis März 1790 als zweiter das Amt des Außenministers der Vereinigten Staaten. Von Oktober 1789 bis Juni 1795 diente er als erster Oberster Richter der USA. Danach war er von Juli 1795 bis Juni 1801 zweiter Gouverneur von New York.

## Schulzeit und Ausbildung
Infolge einer Masern-Epidemie, an der eines der Kinder starb und zwei Kinder, Peter und Anna, blind wurden, zogen Mary und Peter Jay 1746 aufs Land nach Rye, Westchester County. John war bei dem Umzug erst 3 Monate alt. Von seinen 10 Geschwistern überlebten 3 Brüder und 3 Schwestern bis ins Erwachsenenalter.
Seine Mutter, Mary geb. Van Cortlandt, unterrichtete John zu Hause bis zum Alter von 8 Jahren. Danach ging er für 3 Jahre in ein Internat in New Rochelle, wo er von einem französischen Hugenotten-Pastor, Pierre Stouppe, unterrichtet wurde. 1756 kehrte er nach Rye zurück, wo er wieder von seiner Mutter und einem Hauslehrer, George Murray, unterrichtet wurde.
Am 29. August 1760 begann er sein Studium am Kings College (heute: Columbia University), wo er seine Studien in Latein, Griechisch und Philosophie fortsetzte. Er graduierte 1764 und begann eine juristische Ausbildung in der Anwaltskanzlei von Benjamin Kissam. Der Stamp Act zwang John und viele andere Anwälte zu streiken und so ihren Widerstand gegen das britische Gesetz auszudrücken. John lebte von 1765 und 1766 wieder in Rye, wo er noch einmal die Klassiker las.

## Leben
Während des Unabhängigkeitskrieges der Vereinigten Staaten spielte Jay eine tragende Rolle. Er war der fünfte Präsident des Kontinentalkongresses und damit vom 10. Dezember 1778 bis zum 27. September 1779 der Führer des Gemeinwesens, aus dem die Vereinigten Staaten hervorgehen sollten. Sein Vorgänger im Amt war Henry Laurens, sein Nachfolger Samuel Huntington.
Im Herbst 1779 wurde Jay als erster Botschafter der Vereinigten Staaten in Spanien nach Madrid entsandt, um dort militärische und finanzielle Unterstützung für den Amerikanischen Unabhängigkeitskrieg auszuhandeln, was aber erfolglos blieb. 1782 begab er sich nach Paris und half John Adams und Benjamin Franklin in den Friedensverhandlungen mit dem Königreich Großbritannien, die er phasenweise direkt mit London führte, da er Frankreich misstraute. 1783 unterzeichnete John Jay gemeinsam mit John Adams und Benjamin Franklin den Friedensvertrag von Paris, der den Unabhängigkeitskrieg beendete.
Am Verfassungskonvent in Philadelphia nahm Jay nicht teil, er trug allerdings fünf Aufsätze zu den Federalist Papers bei. Am 7. Mai 1784 wurde er vom Kontinentalkongress zum zweiten Außenminister der Vereinigten Staaten berufen. Da sein Nachfolger Thomas Jefferson noch in Frankreich weilte, blieb er dies bis zum 22. März 1790 in die Regierung von George Washington hinein.
Schwerpunkt seiner Amtszeit waren die Verhandlungen mit dem spanischen Botschafter Diego de Gardoqui, bei denen es um den Grenzdisput mit der Spanischen Kolonie Florida und New Orleans ging, zu dessen Hafen Spanien amerikanischem Handel nur restriktiv Zugang erlaubte. Dies tat Madrid deshalb, um auf Amerika Druck hinsichtlich der Grenzen von West- und Ostflorida auszuüben. Schließlich kam es zu einer Übereinkunft, in der Spanien den 31. Breitengrad als nördliche Grenze Floridas akzeptierte und seinen Markt für amerikanische Produkte öffnete, während die Vereinigten Staaten für die nächsten 25 bis 30 Jahre auf die Öffnung des Hafens von New Orleans und freie Schifffahrtsrechte auf dem Mississippi verzichteten. Zwar erhielt das Abkommen im Konföderationskongress eine Mehrheit, diese war aber nicht ausreichend genug, damit es in Kraft treten konnte.
Nach Washingtons Wahl zum Präsidenten 1789 war Jay am 19. Oktober bereits zum ersten Chief Justice of the United States ernannt worden. 1780 wurde er in die American Philosophical Society und  1790 in die American Academy of Arts and Sciences gewählt.
1792 schickte ihn Präsident Washington nach London, um einen neuen Staats-Vertrag mit den Briten auszuhandeln. Der Vertrag, mit dem er heimkam, auch Jay’s Treaty genannt, enttäuschte viele Amerikaner. Jay wurde so unbeliebt, dass er einmal bemerkte, er könne von Boston nach Philadelphia fahren, nur unter der Beleuchtung durch brennende Puppen mit seinem Abbild. Da aber kein anderer Vertragstext ausgehandelt werden konnte, entschied man, Jay’s treaty sei annehmbar, und so wurde er von Washington unterschrieben.
Eine weitere diplomatische Mission führte Jay 1794 ins Ausland, diesmal nach Frankreich. Während seiner Zeit dort wurde er zum Gouverneur des Bundesstaates New York gewählt. Jay gab sein Richteramt am 29. Juni 1795 auf und blieb vom 1. Juli 1795 bis zum 30. Juni 1801 Gouverneur. Als solcher erreichte er 1799 sein Ziel, die Sklaverei in New York abzuschaffen. Präsident John Adams nominierte ihn 1800 gegen Ende seiner Amtszeit gleich wieder für den Obersten Gerichtshof; der Senat bestätigte rasch diese Ernennung, aber Jay lehnte ab, auf seine schlechte Gesundheit verweisend und darauf, dass dem Gericht „die Energie, das Gewicht und die Würde, die essentiell sind für seine bestimmungsgemäße Unterstützung der nationalen Regierung“, fehle.

## Familie
Am 28. April 1774 heiratete John Sarah Van Brugh Livingston, Tochter von William Livingston, erster Gouverneur des Staates New Jersey, und Susannah French Livingston. Zum Zeitpunkt ihrer Hochzeit war Sarah 17 Jahre und John 28 Jahre alt. Zusammen hatten sie sechs Kinder, von denen eines 3 Wochen nach der Geburt verstarb:
- Peter Augustus Jay (* 24. Januar 1776; † 20. Februar 1843) ⚭ Mary Rutherford Clarkson, war 1794 Privat-Sekretär seines Vaters in London bei den Verhandlungen zum Jay-Vertrag (Jay Treaty)
- Susan Jay (*9. Juli 1780; † im Alter von 3 Wochen in Madrid)
- Maria Jay (*2. Februar 1782) ⚭ Goldsborough Banyard
- Anne Jay (*3. September 1783 in Passy (Frankreich) im Haus von Benjamin Franklin)
- Sarah Louisa Jay, (* 1792)
- William Jay (* 1789; † 1858) studierte Jura und wurde Richter